# Alphonse Marie Edmond Pavie
Alphonse Marie Edmond Pavie (16 de agosto de 1868, Amiens, França -  3 de outubro de 1954) foi um médico francês, pioneiro da medicina moderna no Brasil.

## História
Iniciou sua educação junto ao Arcebispo Chamoine Mallet em Mont de Marsan, em 1870, em decorrência da guerra entre a França e a Prússia, quando Amiens foi invadida. Posteriormente ingressou no Collège de la Providance de Amiens. Aos 16 anos começa a assistir a cirurgias no hospital Hôtel-Dieu de Amiens. Em 1888, matricula-se na Faculdade de Medicina da Universidade de Paris.
Em 1892, quando fazia o último ano do curso médico, apaixonou-se por uma artista de teatro. Interrompeu os estudos e, de posse da fortuna herdada de seu pai, que falecera dois anos antes, a acompanhou em tournée pelos países do continente americano. No Rio de Janeiro, chegaram ao fim a fortuna e o relacionamento amoroso. Para não comprometer a honra de seus antepassados, mudou de nome, passando a se chamar Afonso Ulrik, e decide não mais retornar à França.
Em 1894, dirige-se ao interior de Minas Gerais para trabalhar na construção da Estrada de Ferro Bahia e Minas, onde assume funções de médico. Terminada a obra em 1898, permanece por um ano em Teófilo Otoni e, em 1900, passa a residir na cidade de Capelinha, onde, por dez anos, atende vasta região, abrangendo várias cidades do nordeste mineiro. Aí, em 1903, casa-se com Maria da Conceição Guimarães. Dessa união nasceram quinze filhos.
Em 1904, Francisco Antônio Alves, presidente do Estado de Minas Gerais, nomeia-o para o cargo de delegado vacinador e, em 1905, Rodrigues Alves, presidente da República, nomeia-o para o posto de Major Cirurgião da Terceira Brigada de Infantaria da Guarda Nacional da cidade de Minas Novas. Logo após essa data, volta a corresponder com os familiares e antigos colegas, passando a receber da França livros, revistas e material médico. Inicia numerosa correspondência e troca de experiência médica com vários médicos de Paris, especialmente com Victor Pauchet (1869-1936), um dos maiores cirurgiões da Europa.
Em 1910 Pavie muda-se para Itamarandiba. Seu relacionamento com Victor Pauchet, outros médicos, institutos (especialmente o Instituto Pasteur de Paris) e casas de material médico possibilita a Itamarandiba receber o que existia de mais moderno na França em equipamento médico-hospitalar. Tudo isso tornou possível a existência, naquela pequena cidade, de um hospital, farmácia, aparelho radiológico e laboratório de exames complementares, todos de nível técnico incomum para a medicina de Minas Gerais no início deste século. O laboratório foi instalado, em 1911. As peças, insumos e livros importados da França, eram transportados de Belo Horizonte até Itamarandiba por tropeiros, em viagens que duravam quinze dias. As máquinas mais pesadas, como mesa cirúrgica, raios X e o conjunto para a futura luz elétrica, foram levados em carro-de-boi.
Em 1911, encontrava-se em Itamarandiba a mais avançada técnica médica da época: recursos para esterilização, química de sangue, hematologia, bacteriologia e sorologia para sífilis, tifo e paratifo A e B, anatomia patológica (microscópio e micrótomo) e dispositivo para fotomicrografia. Anexo ao laboratório, existia um biotério com cobaias, coelhos e carneiros para inoculações e obtenção de hemácias de carneiro, soro fresco de cobaia (alexina ou complemento) e anti-soro de coelho às hemácias de carneiro a serem usados na reação de Wassermann. Os extratos de antígenos para essa reação eram fornecidos trimestralmente pelo Instituto Pasteur de Paris.
Em Itamarandiba, era realizada a pesquisa do Plasmodium no sangue (denominado por Pavie de Laveran, o nome do médico francês que, em 1880, demonstrou a presença do agente etiológico da malária no sangue) e do Trypanosoma cruzi (Pavie denominava-o pelo nome inicialmente usado de Schizotrypan Chagas) apenas dois anos depois da sua identificação por Chagas. Seu laboratório foi premiado em 1922 com medalha de bronze na Feira Internacional comemorativa do Centenário da Independência do Brasil.
Em sua farmácia, com sais e embalagens importadas, fabricava soros, diluições tuberculínicas e vários medicamentos em ampolas, comprimidos e cápsulas. Em 1911, projetou e construiu a Santa Casa de Misericórdia de Itamarandiba em cujo desenho considerou expressamente os princípios da revolução microbiológica de Pasteur. A seguir, criou a Associação das Damas da Cruz Vermelha, cujas associadas receberam instrução técnica de enfermagem e passaram a dar assistência à Santa Casa. Assim, completou o conjunto de recursos com que, através de sua excepcional capacitação, pôde prover, por longo tempo, notável atendimento à saúde de ampla faixa de população até então carente de qualquer atenção médica.
A reconstituição da obra médica de Pavie ficou facilitada pelo grande volume de material escrito e fotográfico deixado por ele que, em 1911, dispunha de laboratório para revelação e chegava ao requinte de realizar fotomicrografias e a ensaiar fotografia em cores. Todos os procedimentos foram anotados e mais de 500 fotografias sobre sua atividade médica foram preservadas. Assim, ficaram bem documentados o grau de sofisticação técnica de que dispunha e sua intensa atividade médica.
Doentes de várias cidades dirigem-se à pequena cidade de Itamarandiba, atraídos pela fama de Pavie e pela novidade dos procedimentos técnicos, o que a transforma em referência de saúde para a região. A Santa Casa é ampliada progressivamente até atingir 104 leitos. Finalmente, em 1924, de forma pioneira para o nordeste de Minas, ele instala a luz elétrica na cidade, sendo todo o material importado da França.A partir de 1912, após várias trocas de correspondência com Victor Pauchet, passa a utilizar a anestesia regional com novocaína.
A partir de 1947, o peso da idade e a deficiência visual fazem com que ele diminua progressivamente sua atividade médica, passando a direção da Santa Casa ao seu filho José Pavie, que se formara em medicina nesse mesmo ano, na UFMG. Faleceu em três de outubro de 1954.